# ودران چورلوکا
ودران چورلوکا (کرواتی: Vedran Ćorluka؛ زادهٔ ۵ فوریهٔ ۱۹۸۶) بازیکن فوتبال اهل کرواسی است.
از باشگاه‌هایی که در آن بازی کرده‌است می‌توان به دینامو زاگرب، اینتر زاپرشیک، منچستر سیتی، تاتنهام هاتسپر و لوکوموتیو مسکو اشاره کرد.
پس از بازی برای تیم‌های پایهٔ کرواسی، در اوت ۲۰۰۶ نخستین بازی‌اش را برای تیم بزرگسالان برابر ایتالیا انجام داد. او با این تیم در ۳ جام ملت‌های ۲۰۰۸، ۲۰۱۲ و ۲۰۱۶ و در جام‌های جهانی ۲۰۱۴ و ۲۰۱۸ شرکت کرد. او در اوت ۲۰۱۸ از فوتبال ملی خداحافظی کرد.